# SN 2003T
SN 2003T – supernowa typu II odkryta 25 stycznia 2003 roku w galaktyce UGC 4864. W momencie odkrycia miała maksymalną jasność 18,10m.